# Philip Haagdoren
Philip Haagdoren (ur. 25 czerwca 1970 w Lommel) – belgijski piłkarz grający na pozycji pomocnika. W swojej karierze rozegrał 1 mecz w reprezentacji Belgii. Jest synem Alfonsa Haagdorena, także piłkarza.

## Kariera klubowa
Karierę piłkarską Haagdoren rozpoczynał w Lommel SK. W 1987 roku awansował do kadry pierwszego zespołu Lommel i w sezonie 1987/1988 zadebiutował w jego barwach w drugiej lidze belgijskiej. W 1992 roku awansował z Lommel do pierwszej ligi. W Lommel grał jeszcze przez rok.
W 1993 roku Haagdoren przeszedł z Lommel do Anderlechtu. W latach 1994–1995 dwukrotnie z rzędu wywalczył z Anderlechtem mistrzostwo Belgii, a w 1996 roku został wicemistrzem kraju. Wraz z Anderlechtem zdobył także Puchar Belgii w 1994 roku i Superpuchar Belgii w 1995 roku. Wiosną 1996 był wypożyczony z Anderlechtu do KSK Beveren.
Latem 1996 roku Haagdoren przeszedł do Lierse SK. W sezonie 1996/1997 wywalczył z Lierse czwarty w historii klubu tytuł mistrza Belgii. Latem 1997 zdobył też superpuchar, a wiosną 1999 - puchar kraju.
W 1999 roku Haagdoren odszedł z Lierse do Germinalu Beerschot z Antwerpii. Występował w nim przez 5 lat i w 2004 roku został zawodnikiem KVSK United. W 2005 roku awansował z nim z trzeciej do drugiej ligi. W 2007 roku zakończył karierę piłkarską.
| Sezon   | Klub               | Kraj   | Rozgrywki     | Mecze | Bramki |
| ------- | ------------------ | ------ | ------------- | ----- | ------ |
| 1987/88 | Lommel SK          | Belgia | Tweede klasse | 3     | 0      |
| 1988/89 | Lommel SK          | Belgia | Tweede klasse | 15    | 3      |
| 1989/90 | Lommel SK          | Belgia | Tweede klasse | 29    | 3      |
| 1990/91 | Lommel SK          | Belgia | Tweede klasse | 29    | 2      |
| 1991/92 | Lommel SK          | Belgia | Tweede klasse | 29    | 11     |
| 1992/93 | Lommel SK          | Belgia | Eerste klasse | 33    | 9      |
| 1993/94 | RSC Anderlecht     | Belgia | Eerste klasse | 22    | 4      |
| 1994/95 | RSC Anderlecht     | Belgia | Eerste klasse | 25    | 6      |
| 1995/96 | RSC Anderlecht     | Belgia | Eerste klasse | 9     | 0      |
| 1995/96 | KSK Beveren        | Belgia | Eerste klasse | 12    | 2      |
| 1996/97 | Lierse SK          | Belgia | Eerste klasse | 31    | 7      |
| 1997/98 | Lierse SK          | Belgia | Eerste klasse | 31    | 4      |
| 1998/99 | Lierse SK          | Belgia | Eerste klasse | 29    | 5      |
| 1999/00 | Germinal Beerschot | Belgia | Eerste klasse | 30    | 3      |
| 2000/01 | Germinal Beerschot | Belgia | Eerste klasse | 30    | 6      |
| 2001/02 | Germinal Beerschot | Belgia | Eerste klasse | 29    | 3      |
| 2002/03 | Germinal Beerschot | Belgia | Eerste klasse | 20    | 1      |
| 2003/04 | Germinal Beerschot | Belgia | Eerste klasse | 30    | 3      |
| 2004/05 | KVSK United        | Belgia | Derde klasse  | 28    | 9      |
| 2005/06 | KVSK United        | Belgia | Tweede klasse | 31    | 15     |
| 2006/07 | KVSK United        | Belgia | Tweede klasse | 29    | 10     |

## Kariera reprezentacyjna
Swoje jedyne spotkanie w reprezentacji Belgii Haagdoren rozegrał 7 czerwca 1997 roku przeciwko San Marino. Był to mecz eliminacji do MŚ 1998, który Belgia wygrała 6:0.